# Daniel MacKay
Daniel MacKay (* 20. April 2001 in Glasgow) ist ein schottischer Fußballspieler. Der ehemalige Juniorennationalspieler steht bei Partick Thistle in der Scottish Championship unter Vertrag.

## Karriere

### Verein
Der im schottischen Glasgow geborene MacKay, begann seine Karriere in den Highlands bei Inverness Caledonian Thistle. MacKay gab sein Debüt in der ersten Mannschaft am 7. Oktober 2017 im Scottish Challenge Cup gegen Peterhead, in dem er zugleich sein erstes Profitor erzielte. Sein Debüt in der Liga gab MacKay im gleichen Monat. Sein erstes Ligator erzielte er in seinem zweiten Zweitligaspiel bei einer 1:3-Auswärtsniederlage gegen Falkirk im Januar 2018. MacKay war mit nur 16 Jahren und 174 Tagen der jüngste Spieler und Torschütze in der Vereinsgeschichte von Inverness. Mit Inverness gewann er das Finale im Challenge Cup gegen den FC Dumbarton, bei dem er in der 78. Minute eingewechselt wurde. Am Ende der Saison 2017/18 erhielt er einen neuen Dreijahresvertrag. Nach einer weiteren Zweitligaspielzeit mit 12 Einsätzen wurde er ab August 2019 an den schottischen Viertligisten Elgin City verliehen. Nach seiner Rückkehr nach Inverness wurde er häufiger eingesetzt und traf in 24 Zweitligapartien der Saison 2020/21 siebenmal und war damit hinter dem Bulgaren Nikolaj Todorow zweitbester Torschütze der Mannschaft.
In der Sommerpause 2021 wechselte MacKay für eine Ablösesumme zum schottischen Erstligisten Hibernian Edinburgh, bei dem er einen Vierjahresvertrag unterschrieb. Nach mehreren Leihwechseln verließ MacKay Edinburgh im Jahr 2024 und wechselte zu Partick Thistle.

### Nationalmannschaft
Daniel MacKay spielte im Jahr 2019 zweimal in der schottischen U-19-Nationalmannschaft. Am 25. Mai 2021 wurde MacKay für zwei Freundschaftsspiele gegen Nordirland in den schottischen U-21-Kader berufen. Mackay debütierte für die U21 im zweiten Spiel am 2. Juni 2021 in Dumbarton.